# Ennio Bonea
Ennio Bonea (Taranto, 6 ottobre 1924 – 11 dicembre 2006) è stato un politico italiano.

## Biografia
Laureato in Lettere e docente universitario di professione, fu parlamentare nella IV e V legislatura nel gruppo Liberale. Nella sua attività alla camera si contano 65 progetti di legge presentati e 97 interventi.

## Incarichi
IV Legislatura della Repubblica italiana
- X Commissione trasporti - poste e telecomunicazioni - marina mercantile. Membro dal 1 luglio 1963 al 20 gennaio 1965.
- Commissione speciale per l'esame della proposta di legge tozzi condivi n. 643: "provvedimenti per la sistemazione della città di loreto in considerazione della importanza religiosa, artistica e turistica nonché per conseguenti opere di interesse igienico e turistico". Membro dal 18 febbraio 1964 al 4 giugno 1968.
- II Commissione affari della presidenza del consiglio - affari interni e di culto - enti pubblici. Membro dal 21 gennaio 1965 al 4 giugno 1968.
- Commissione speciale per l'esame del disegno di legge n. 2017 "disciplina degli interventi per lo sviluppo del mezzogiorno". Membro dal 17 febbraio 1965 al 4 giugno 1968.
- Commissione speciale per l'esame dei progetti di legge relativi alle zone depresse del centro nord. Membro dal 20 giugno 1966 al 4 giugno 1968.
- Commissione parlamentare per il parere al governo sull'emanazione di un testo unico delle disposizioni di legge concernenti la disciplina degli interventi nel mezzogiorno. Membro dal 6 dicembre 1966 al 24 giugno 1967.

V Legislatura della Repubblica italiana
- II Commissione affari della presidenza del consiglio, affari interni e di culto, enti pubblici. Membro dal 10 luglio 1968 al 24 maggio 1972.